# Vins-sur-Caramy
Vins-sur-Caramy – miejscowość i gmina we Francji, w regionie Prowansja-Alpy-Lazurowe Wybrzeże, w departamencie Var.
Według danych na rok 1990 gminę zamieszkiwały 492 osoby, a gęstość zaludnienia wynosiła 30 osób/km² (wśród 963 gmin regionu Prowansja-Alpy-W. Lazurowe Vins-sur-Caramy plasuje się na 491. miejscu pod względem liczby ludności, natomiast pod względem powierzchni na miejscu 570.).